# 草履虫科
草履虫科（学名：Parameciidae）为咽膜目的一个科。

## 下级分类
本科包括以下属：
- Micrundella Busch, 1948
- 草履虫属 Paramecium O.F.Müller, 1773
- Physanter Jankowski, 1975